# Svenska folkskolans vänner
Svenska folkskolans vänner (SFV) är en finlandssvensk allmännyttig förening, som instiftades 1882 med ändamål att främja bildningsarbetet bland finlandssvenskar. 
Föreningen bildades av Vilhelm Grefberg. Sedan obligatorisk skola infördes i Finland 1921, har föreningens huvuduppgift varit att främja utbildning, kultur och fri bildning på svenska i Finland. Årligen delar SFV även ut pris, stipendier och medaljer, samt beviljar bidrag inom sektorerna utbildning, kultur och bibliotek samt fri bildning. Föreningen upprätthåller även svenska folkhögskolor och yrkesutbildning inom ramen för Axxell Utbildning Ab. Föreningen ägde fram till 2012 Schildts förlag, och är efter en förlagsfusion 2012 näststörsta ägaren i det finlandssvenska förlaget Schildts & Söderströms. SFV upprätthåller även Svenska studiecentralen,som har sitt ursprung i SFV:s föreläsningsbyrå, grundad 1919 . Åren 1998-2015 upprätthöll SFV även ungdomsverkstäderna Svenska produktionsskolan (Sveps) i Helsingfors och Föregångarna i Vasa, som båda 2015 övergick till Folkhälsan utbildning ab.
SFV har en ansenlig fondförmögenhet. År 2023 utdelade SFV sammanlagt drygt 2,2 miljoner euro i bidrag, stipendier och pris. Ett av föreningens största pris är Kulturpriset som utdelas ur Signe och Ane Gyllenbergs fond. Prisets storlek är 15000 euro. Kulturpriset gick 2018 till Anna-Maria Helsing
Föreningen utger sedan 1886 en årsbok kallad SFV-kalendern, och sedan 1922 en medlemstidskrift Svenskbygden, som sedan 2015 heter SFV-magasinet. Tidskriften utkommer med fyra nummer per år. Svenska folkskolans vänner bekostar den 2009 lanserade webbupplagan av Uppslagsverket Finland, som därigenom kan erbjudas gratis för läsarna.